# Суручану Іон Андрійович
Йон Андрі́йович Суруча́ну (рум. Ion Suruceanu, *9 вересня 1949, с. Суручень Яловенський район, Молдавська РСР, СРСР, тепер Молдова) — радянський і молдовський естрадний співак, заслужений артист Молдавської РСР (1985), народний артист Молдавської РСР (1990).

## З життєпису
Іон Андрійович Суручану народився 9 вересня 1949 року в селі Суручень Яловенського району. Батько – Андрій Суручану, мати – Парасковія Суручану. 
Дебютував у 1968 році як соліст ансамблю «Норок», в складі якого залишався до 1970 року. 
У 1978-1979 роках був солістом ансамблю «Букурія».
У 1981 році Суручану закінчив Кишинівське музичне училище, де навчався грі на фаготі та фортепіано. 
Від середини 1980-х став найпопулярнішим у Молдові співаком, його популярність переступила межі республіки. У цей період у репертуарі Суручану з'являються пісні російською, найвідоміша з яких — «Незабудка» (муз. В. Добриніна, слова М. Рябініна), яка пролунала у фіналі «Пісні року» (1989) і зробила її виконавця відомим на весь Союз.
Ще від 1982 року постійним композитором Іона Суручану був Ян Райбург.
У 1986-1993 роках Суручану виступав з гуртом «Реал». 
У 1994-1998 роках був депутатом Парламенту Молдови за списками Аграрно-демократичної партії, був заступником голови комісії з культури, науки, освіти та ЗМІ. 
2007 року ліцею в рідному селі Іона Суручану було присвоєно його ім'я.
Живе в Кишиневі. Захоплюється виноробством: вино не робить, але має у будинку винний льох, у якому колекціонує рідкісні винні напої.

## Особисте життя
Дружина - Надія. Син - Андрій, названий на честь батька. Онуки - старший Крістіан, молодша Іонела.

## Дискографія

### Вінілові платівки
«Prima dragoste / Перше Кохання»
1976 Г62-05469-70 «Мелодія»
1. Prima dragoste (Перше Кохання) (М. Долган - А. Стрімбяну)
2. Dorința mea (Моє Бажання) (П. Теодорович, Іон Теодорович - Ю. Чунту
3. În Moldova mea frumoasă (У Моїй Красивій Молдавії) (А. Люксембург - Г. Мирон)
4. Casa mare (Касе Маре) (Д. Федов - М. Роман)

Молдовською (румунською) мовою
«Ун сингур кынтек штиу / Одну лише пісню співаю»
1986 С60-24007-08 «Мелодія»
1. De ce? (Навіщо?) (П. Теодорович - Г. Вієру)
2. Trandafir (Троянда) (П. Теодорович - Г. Вієру)
3. Elena (Єлена) (Я. Райбург - Г. Вієру)
4. Ce sa fac? (Що мені робити?) (Я. Райбург - В. Черней)
5. Asta seara (Цього вечора) (Я. Райбург - Г. Вієру)
6. Gratie (Грація) (П. Теодорович - Г. Вієру)
7. Irina, zeita pacii (Ірена, богиня світу) (П. Теодорович - І. Хадирке)
8. Clar de luna (Місячне сяйво) (Я. Райбург - Г. Вієру)
9. Un singur cintec stiu (Одну тільки пісню співаю) (І. Бершадський - Г. Воде)

Молдовською (румунською) мовою
«Соареле чел маре / Велике сонце» ===
1987 С60-25361-2 «Мелодія»
1. Флоаре албастре (Блакитна квітка)
2. Мария / Марія
3. Доуэ Тоамне (Дві осені)
4. Доуэ примэверь (Дві весни)
5. Тангоул бунелор сперанце (Танго добрих надій)
6. Соареле чел маре (Велике сонце)
7. Врэжитоаря (Ворожка)
8. Нумай еу (Тільки я)
9. Верде плай (Зелений плай)
10. Бунэ сяра (Добривечір)

Музика Іона Єнакі, слова: Д.Матковські (1-7, 9, 10), Л. Ларі (8) 
Молдовською (румунською) мовою

### Дискографія (CD)
«Ninge floarea de tei»
2002 Music Master
1. Eu dansez tu dansezi
2. De cîte ori
3. Lăcrămioara
4. Singurătatea
5. Felicia
6. Alo, alo
7. Nadea
8. Lalelele
9. Toamna
10. Ce nostalgie
11. De dragul unui zîmbet
12. Domnişoara
13. Ţigănguşa
14. Fete frumoase
15. Viaţa e frumoasă

«20 лет спустяПесни Яна Райбурга поёт Ион Суручану»
2003 Master Sound Records
«Roze, roze»
2004 Can Records, CD-збірка
1. Bună seara
2. Eu dansez, tu dansezi
3. Ce să fac
4. Roze, roze
5. Anii tinereţii
6. Nezabudka (Незабудка)
7. O melodie de amor
8. Septembrie
9. Guleai, guleai (Гуляй, гуляй)
10. Nostalgia (Ностальгія)
11. Adriatica
12. Un, doi, trei
13. Odinocestvo (Самотність)
14. Fetele-cochetele
15. Luna, luna
16. Drumurile noastre

У записі синглу «Roze, roze» брав участь племінник Іона Андрійовича Суручану — Владислав.

## Нагороди
- 1985 - Заслужений артист Молдавської РСР.
- 1990 - Народний артист Молдавської РСР.
- 2004 - кавалер Ордену Республіки .
- 2008 - Народний артист Придністровської Молдавської Республіки.[2]